# Paratorchus tricarinatus
Paratorchus tricarinatus – gatunek chrząszczy z rodziny kusakowatych i podrodziny Osoriinae.
Gatunek ten opisany został w 1982 roku przez H. Pauline McColl jako Paratrochus tricarinatus. W 1984 roku ta sama autorka zmieniła nazwę rodzaju na Paratorchus, w związku z wcześniejszym użyciem poprzedniej nazwy dla rodzaju mięczaków.
Chrząszcz o walcowatym ciele długości od 2,3 do 2,6 mm, barwy rudobrązowej z jaśniejszymi odnóżami i czułkami. Wierzch ciała ma delikatnie punktowany oraz umiarkowanie gęsto owłosiony. Długość szczecinek okrywowych jest równa odległościom między nimi. Prawie okrągłe oczy buduje pojedyncze, wypukłe omatidium. Przedplecze ma od 0,38 do 0,45 mm długości i błyszczący wygląd wskutek płytkiej, siateczkowatej mikrorzeźby. Przednia ⅓ przedplecza jest szersza niż tylna ⅓. Odwłok ma wyraźnie widoczne linie łączeń między tergitem a sternitem tylko w przypadku trzeciego segmentu, a dziewiąty tergit niezbyt silnie wydłużony ku tyłowi w dwa smukłe, spiczaste wyrostki tylne, szeroko odseparowane przez zaokrąglony wyrostek środkowy. U samca ósmy sternit odwłoka ma wgłębienie środkowe z listewką podłużną i parą zakrzywionych listewek bocznych. Narząd kopulacyjny samca ma bardzo krótki wyrostek boczny oraz długą, u szczytu hakowatą część rurkowatą, a paramery są w częściach odsiebnych buławkowate. Samicę cechuje podługowato-owalna spermateka o wymiarach 0,175 × 0,075 mm.
Owad endemiczny dla Nowej Zelandii, znany z regionu Taranaki na Wyspy Północnej. Spotykany jest w ściółce i mchach, na wysokości od 200 do 1220 m n.p.m.